# Airphil Express
Airphil Express – filipińska tania linia lotnicza z siedzibą w Pasay. W przeszłości linia wykorzystywała samoloty McDonnell Douglas MD-82, Boeing 737-200/300 i NAMC YS-11.